# Leimen (Pfalz)
Leimen település Németországban, Rajna-vidék-Pfalz tartományban. Lakosainak száma 963 fő (2023. december 31.).

## Népesség
A település népességének változása:
| Lakosok száma | 1060 | 981  | 928  | 925  | 958  | 965  | 963  |
|               | 1975 | 2014 | 2017 | 2019 | 2021 | 2022 | 2023 |